# Belval-sous-Châtillon
Belval-sous-Châtillon ist eine französische Gemeinde mit 171 Einwohnern (Stand: 1. Januar 2022) im Département Marne in der Region Grand Est (vor 2016 Champagne-Ardenne). Sie gehört zum Arrondissement Épernay und zum Kanton Dormans-Paysages de Champagne.

## Geographie
Belval-sous-Châtillon liegt etwa 25 Kilometer südwestlich von Reims.
Nachbargemeinden von Belval-sous-Châtillon sind La Neuville-aux-Larris im Norden und Nordwesten, Chaumuzy im Norden und Osten, Fleury-la-Rivière im Südosten, Damery im Süden und Südosten, Venteuil im Süden, Villers-sous-Châtillon im Südwesten sowie Cuchery im Westen.

## Bevölkerungsentwicklung
| Jahr                       | 1962 | 1968 | 1975 | 1982 | 1990 | 1999 | 2006 | 2018 |
| Einwohner                  | 134  | 136  | 122  | 134  | 149  | 157  | 163  | 154  |
| Quellen: Cassini und INSEE |      |      |      |      |      |      |      |      |

## Sehenswürdigkeiten

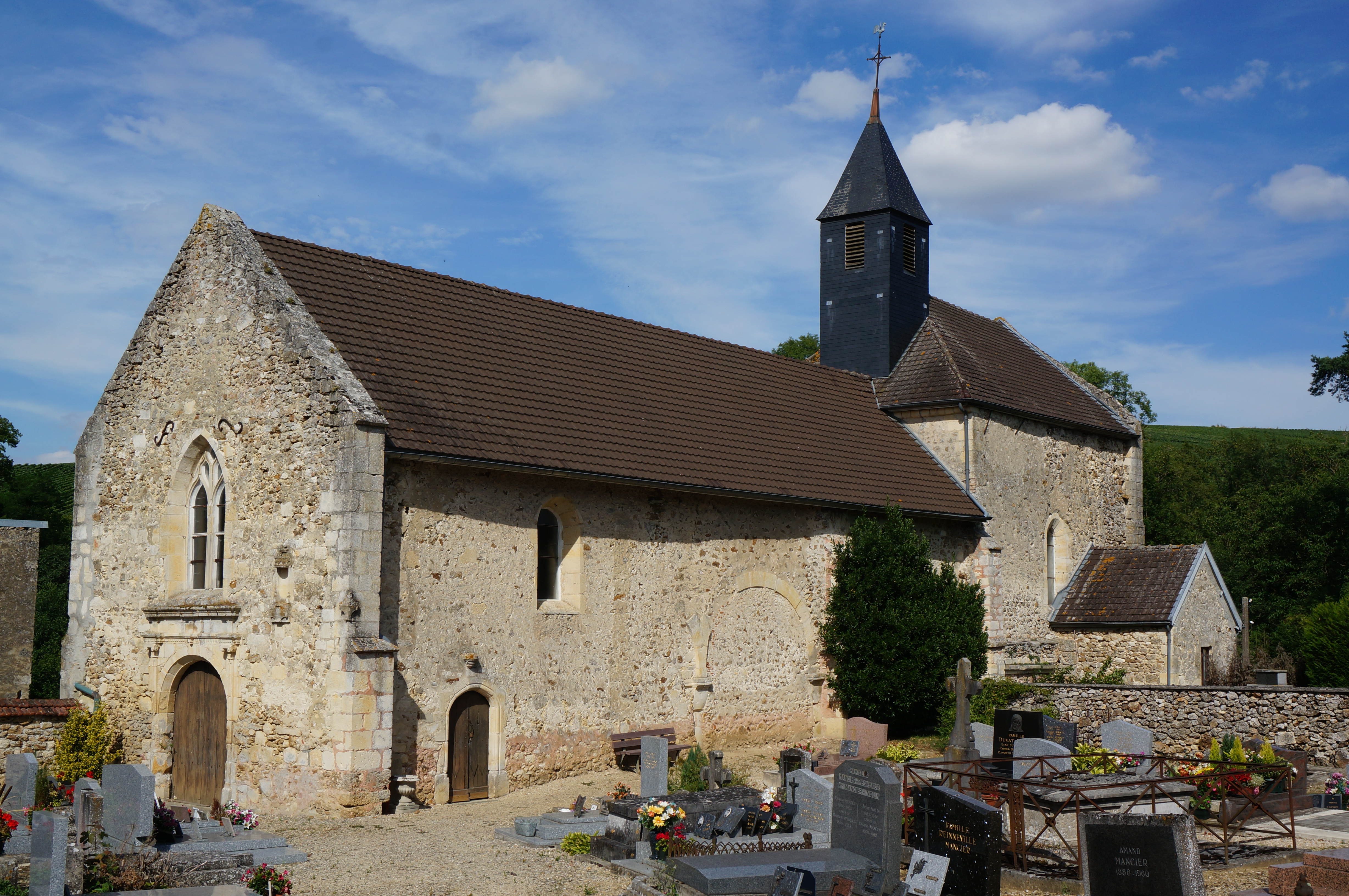
Kirche Saint-Roch

- Kirche Saint-Roch